# 사와구치 마사히코
사와구치 마사히코(일본어: 澤口 雅彦, 1985년 7월 22일 ~ )는 일본의 전 축구 선수이다.

## 구단 경력
그는 2009년부터 2018년까지 J리그의 파지아노 오카야마에서 활동하였다.